# Catoptria montivagus
Catoptria montivagus là một loài bướm đêm trong họ Crambidae.